# Szárliget
Szárliget é um município da Hungria, situado no condado de Komárom-Esztergom. Tem 14,56 km² de área e sua população em 2015 foi estimada em 2.350 habitantes.